# Kanton Château-la-Vallière
Der Kanton Château-la-Vallière war bis 2015 ein französischer Wahlkreis im Arrondissement Tours, im Département Indre-et-Loire und in der Region Centre-Val de Loire; sein Hauptort war Château-la-Vallière, Vertreter im Generalrat des Départements war zuletzt von 2004 bis 2015 Martine Chaigneau. 
Der Kanton war 334 km² groß und hatte im Jahr 10.729 Einwohner (Stand: 2012). 

## Gemeinden
Der Kanton umfasste aus 15 Gemeinden:
| Gemeinde               | Einwohner Jahr | Fläche km² | Bevölkerungsdichte | Code INSEE | Postleitzahl |
| ---------------------- | -------------- | ---------- | ------------------ | ---------- | ------------ |
| Ambillou               | 1853 (2013)    | –          | – Einw./km²        | 37002      | 37340        |
| Braye-sur-Maulne       | 203 (2013)     | –          | – Einw./km²        | 37036      | 37330        |
| Brèches                | 298 (2013)     | –          | – Einw./km²        | 37037      | 37330        |
| Channay-sur-Lathan     | 831 (2013)     | –          | – Einw./km²        | 37055      | 37330        |
| Château-la-Vallière    | 1719 (2013)    | –          | – Einw./km²        | 37062      | 37330        |
| Couesmes               | 529 (2013)     | –          | – Einw./km²        | 37084      | 37330        |
| Courcelles-de-Touraine | 524 (2013)     | –          | – Einw./km²        | 37086      | 37330        |
| Hommes                 | 895 (2013)     | –          | – Einw./km²        | 37117      | 37340        |
| Lublé                  | 142 (2013)     | –          | – Einw./km²        | 37137      | 37330        |
| Marcilly-sur-Maulne    | 231 (2013)     | –          | – Einw./km²        | 37146      | 37330        |
| Rillé                  | 316 (2013)     | –          | – Einw./km²        | 37198      | 37340        |
| Saint-Laurent-de-Lin   | 331 (2013)     | –          | – Einw./km²        | 37223      | 37330        |
| Savigné-sur-Lathan     | 1363 (2013)    | –          | – Einw./km²        | 37241      | 37340        |
| Souvigné               | 815 (2013)     | –          | – Einw./km²        | 37251      | 37330        |
| Villiers-au-Bouin      | 770 (2013)     | –          | – Einw./km²        | 37279      | 37330        |